# Collegio elettorale di Nulvi
Il collegio elettorale di Nulvi è stato un collegio elettorale uninominale del Regno di Sardegna. Fu istituito con legge n. 1409, 27 gennaio 1856 che approvava la proposta legge presentata dal ministro guardasigilli Urbano Rattazzi. Comprendeva il territorio di Nulvi, Castelsardo, Sorso e Osilo.
In seguito alla nuova ridefinizione dei collegi elettorali, prevista dalla Legge del 20 novembre 1859, n. 3778, il collegio su sostituito dal collegio elettorale di Osilo.

## Dati elettorali
Nel collegio si svolsero votazioni solo nella sesta legislatura .

### VI legislatura
Le votazioni si svolsero in 204 collegi uninominali a doppio turno dopo la modifica dei collegi della Sardegna nel 1856; venne applicata la normativa del 1848 (al primo turno un numero di voti maggiore di un terzo degli iscritti).
| Partito                            | Partito                            | Candidato                          | Primo turno 15 novembre 1857 | Primo turno 15 novembre 1857 | Ballottaggio 19 novembre 1857 | Ballottaggio 19 novembre 1857 |
| Partito                            | Partito                            | Candidato                          | Voti                         | %                            | Voti                          | %                             |
| ---------------------------------- | ---------------------------------- | ---------------------------------- | ---------------------------- | ---------------------------- | ----------------------------- | ----------------------------- |
|                                    | —                                  | Carlo Domenico Mari                | 92                           | 19,87                        | 190                           | 58,46                         |
|                                    | —                                  | Giovanni Maria Pisano Marras       | 74                           | 15,98                        | 135                           | 41,54                         |
|                                    | —                                  | Francesco Savi                     | 67                           | 14,47                        |                               |                               |
|                                    | —                                  | Salvatore Pisano                   | 61                           | 13,17                        |                               |                               |
|                                    | —                                  | Pasquale Tola                      | 60                           | 12,96                        |                               |                               |
|                                    | —                                  | Giuseppe Deliperi                  | 55                           | 11,88                        |                               |                               |
|                                    | —                                  | Antonio Scano                      | 54                           | 11,66                        |                               |                               |
|                                    |                                    |                                    |                              |                              |                               |                               |
| Iscritti                           | Iscritti                           | Iscritti                           | 654                          | 100,00                       | 654                           | 100,00                        |
| ↳ Votanti (% su iscritti)          | ↳ Votanti (% su iscritti)          | ↳ Votanti (% su iscritti)          | 471                          | 72,02                        | 330                           | 50,46                         |
| ↳ Voti validi (% su votanti)       | ↳ Voti validi (% su votanti)       | ↳ Voti validi (% su votanti)       | 463                          | 98,30                        | 325                           | 98,48                         |
| ↳ Schede non valide (% su votanti) | ↳ Schede non valide (% su votanti) | ↳ Schede non valide (% su votanti) | 8                            | 1,70                         | 5                             | 1,52                          |
| ↳ Astenuti (% su iscritti)         | ↳ Astenuti (% su iscritti)         | ↳ Astenuti (% su iscritti)         | 183                          | 27,98                        | 324                           | 49,54                         |